# HBOS

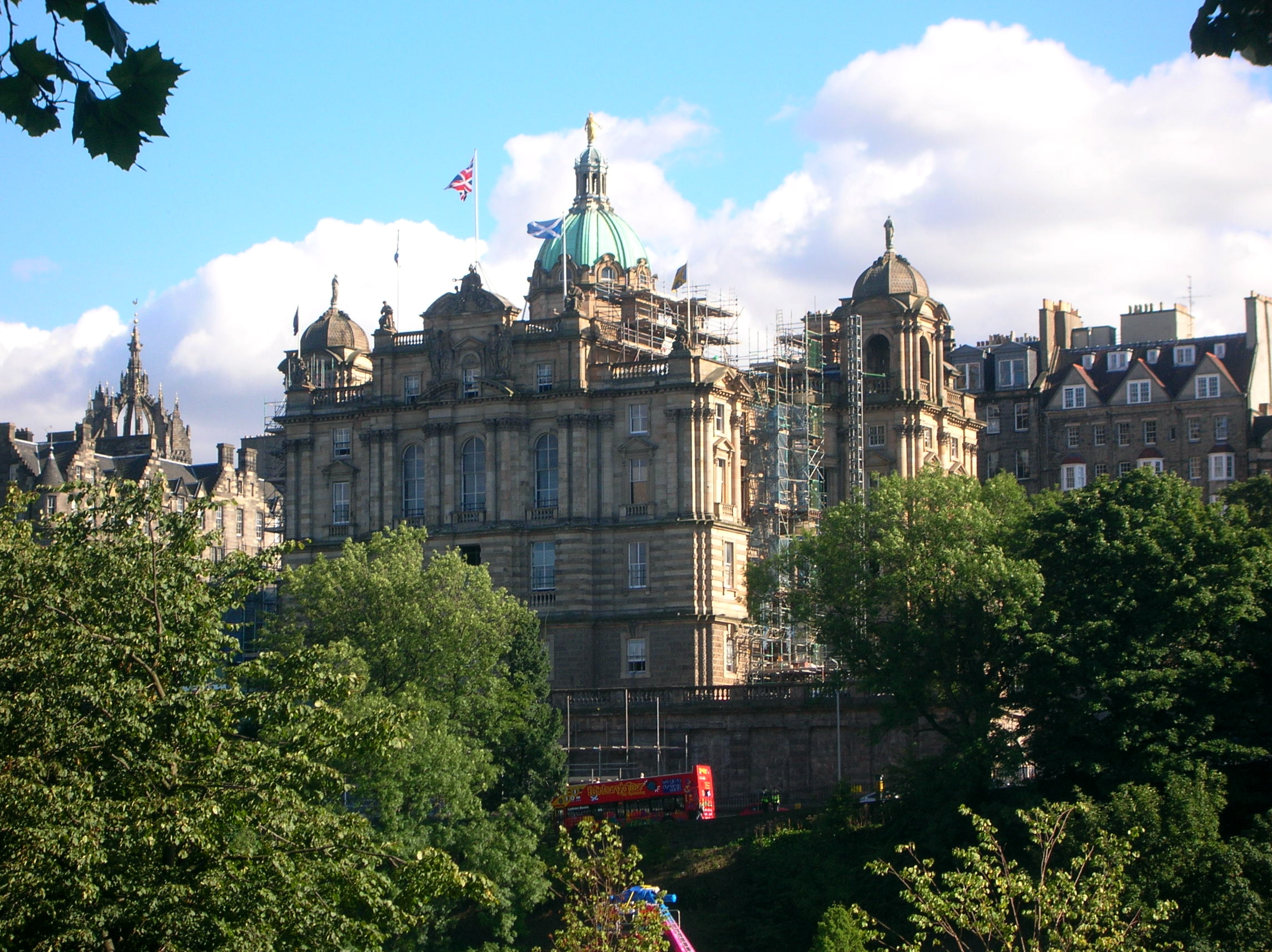
Hoofdgebouw van HBOS in Edinburgh

HBOS plc was een bank en verzekeringsgroep in het Verenigd Koninkrijk en werd aan het begin van de kredietcrisis overgenomen door Lloyds Banking Group.

## Activiteiten
HBOS was het moederbedrijf van de Bank of Scotland plc met onder meer de Bank of Scotland en Halifax merken; HBOS Australië, eigenaar van BankWest; en HBOS Insurance & Investment Group Limited, de verzekeringstak van de groep. Het hoofdkantoor van HBOS stond in Edinburgh, Schotland; het oudste kantoor van de Bank of Scotland. Het operationele hoofdkwartier was in Halifax, Engeland; het oudste hoofdkantoor van Halifax. Officieel stond HBOS nergens voor maar het wordt wijd en zijd gedacht te staan voor Halifax Bank of Scotland.

## Geschiedenis
HBOS werd gevormd uit de fusie in 2001 van Halifax plc en de Governor and Company of the Bank of Scotland. Bij de formatie van HBOS was het de vijfde Britse bank. Sinds zijn creatie groeide HBOS uit tot de op drie na grootste bank in het Verenigd Koninkrijk gemeten aan marktkapitalisatie. Het was ook de grootste hypotheekverstrekker van het Verenigd Koninkrijk.
HBOS was een naamloze vennootschap genoteerd aan de London Stock Exchange. Een reorganisatie van de groep, begonnen in 2006, zorgde voor de overdracht van Halifax plc naar de Governor and Company of the Bank of Scotland, welke een geregistreerde NV was onder de naam Bank of Scotland plc.

### Overname door Lloyds TSB
HBOS raakte in de problemen kort na het uitbreken van de kredietcrisis. Voor de financiering van de activiteiten was de bank grotendeels aangewezen op andere banken en deze waren zeer terughoudend om HBOS nieuwe kredieten te verstrekken. De koers van het aandeel raakte in een duikvlucht en zakte in een jaar tijd van 1165 pence naar 88 pence in september 2008. In de zomer van 2008 deed HBOS nog een aandelenemissie ter waarde van 4 miljard pond om te zaak te redden, maar dit bleek onvoldoende. De Britse regering dacht aan een nationalisatie van HBOS, net als eerder Northern Rock, maar gaf de voorkeur aan een andere oplossing. In een gesprek met een topman van Lloyds TSB liet de regering doorschemeren liever een sterke bank te zien dan er nog een over te nemen. Concurrentie overwegingen hadden eerder een fusie kunnen blokkeren, maar deze werden door de crisis terzijde geschoven. Lloyds TSB deed een bod op alle aandelen HBOS. Aandeelhouders van HBOS kregen voor ieder aandeel 0,83 Lloyds TSB aandeel en de transactie had een waarde van 12 miljard pond. De nieuwe combinatie kreeg een hoog marktaandeel in de Britse markt en zou zo’n 140.000 medewerkers tellen. Veel banen zouden wel verloren gaan door de overlappende netwerken en afdelingen.

### Nasleep
Een parlementaire commissie onder leiding van Andrew Tyrie die de val van de bank onderzocht conludeerde in april 2013 dat de bank ook zonder de kredietcrisis ten onder zou zijn gegaan door de vele oninbare leningen. De toenmalige topmannen Sir James Crosby, architect van het beleid, Andy Hornby, die het beleid niet wijzigde en Lord Stevenson die van begin tot het einde de president van de bank was, waren verantwoordelijk voor dit beleid. De commissie vond dat zij meer ter verantwoording geroepen dienen te worden en ook persoonlijk de gevolgen van hun beleid zouden moeten voelen.
Barclays · HSBC · Lloyds Banking Group · Royal Bank of Scotland